# اليوم الدولي للتضامن مع الشعب الفلسطيني
اليوم العالمي للتضامن مع الشعب الفلسطيني (بالإنجليزية: International Day of Solidarity with the Palestinian People)‏ هو مناسبة تبنتها وتنظمها الأمم المتحدة، وتدور فعالياتها يوم 29 نوفمبر أو حواليه في مقر الأمم المتحدة في نيويورك كما في مكاتبها في جنيف وفيينا بناء على قرار الجمعية العامة رقم 32/40B في ديسمبر 1977، وهو احتفال رسمي في ذكرى صدور قرار الجمعية العامة رقم 181 (د-2)، في 29 نوفمبر 1947، الذي ينص على تقسيم فلسطين.
وبناءً على قرار من لجنة وشعبة حقوق الفلسطينيين رقم 60/37 والذي صدر بتاريخ 1 ديسمبر 2005، إعتماد تنظيم معرض سنوي عن حقوق الفلسطينيين بالتعاون مع بعثة فلسطين لدى الأمم المتحدة، وتشجع الدول الأعضاء على مواصلة تقديم أوسع دعم وتغطية إعلامية للاحتفال بيوم التضامن في إطار الاحتفال باليوم الدولي للتضامن مع الشعب الفلسطيني.
في هذا اليوم تعقد إجتماعات خاصة في مقر الأمم المتحدة ومكتبي الأمم المتحدة في جنيف وفيينا يُدلي فيها مسؤولون رفيعو المستوى في الأمم المتحدة ومنظمات حكومية دولية وممثلون عن المجتمع المدني ببيانات بشأن قضية فلسطين. ويشمل الاحتفال أيضا مناسبات ثقافية. وفي مواقع أخرى، تنظم هيئات حكومية ومنظمات المجتمع المدني، بالتعاون مع مراكز الأمم المتحدة للإعلام، أنشطة متنوعة في مختلف أنحاء العالم. وقد جرت العادة أيضا على أن تُجري الجمعية العامة للأمم المتحدة مناقشتها السنوية بشأن قضية فلسطين في ذلك اليوم.
تشكل مناسبة اليوم العالمي للتضامن مع الشعب الفلسطيني فرصة أمام الفلسطينيين للفت انتباه المجتمع الدولي وتثقيف الجمهور على حقيقة أن القضية الفلسطينية لا تزال عالقة ولم تحل على الرغم من مرور عشرات السنين وصدور العديد من القرارات الدولية ذات الصلة، وأن الشعب الفلسطيني لم يحصل بعد على حقوقه غير القابلة للتصرف على الوجه الذي حددته الجمعية العامة، وحشد الإرادة السياسية والموارد العالمية للوصول إلى حق تقرير المصير أسوة ببقية شعوب الأرض، وإقامة الدولة الفلسطينية المستقلة ذات السيادة وعاصمتها القدس الشرقية على حدود عام 1967، وحق الفلسطينيين بالعودة إلى ديارهم وممتلكاتهم التي أبعدوا عنها.
في 29 نوفمبر 2023 وجه ملك المغرب رسالة إلى رئيس اللجنة المعنية بممارسة الشعب الفلسطيني لحقوقه غير القابلة للتصرف، السيد شيخ نيانغ، وذلك بمناسبة اليوم العالمي للتضامن مع الشعب الفلسطيني.

## انظر ايضا
- يوم القدس
- يوم الأرض الفلسطيني
- فلسطين والأمم المتحدة
- فلسطين
- فلسطينيون
- القضية الفلسطينية
- الصراع العربي الإسرائيلي
- حق العودة
- قرار تقسيم فلسطين

## روابط خارجية
- نص قرار الجمعية العامة رقم 32/40B